# Иван Семёнович Баба
Ива́н Семёнович Баба из друцких князей — Рюрикович в XVIII колене, родоначальник князей Бабичевых, старший из четырёх сыновей Семёна Дмитриевича, князя друцкого. По версии Русского биографического словаря, потомок Мономаха.
В некоторых источниках упоминается как Баба-Друцкий, Друцкий-Баба и в других вариантах написания.

## Биография
Упомянут летописью, как «подручник литовский», по следующему поводу: посланный великим князем литовским Витовтом, он пришёл на помощь Одоеву, теснимому ордынским ханом Худайдатом, и участвовал в поражении Худайдата в 1424 году. После смерти Витовта, Баба в смутах принял сторону Свидригайло. После его поражения в 1434 году[уточнить] бежал к ливонским рыцарям, а оттуда, находясь «в безвременьи», обратился во Псков, куда и явился из Риги в 1435 году. Затем, весной 1436 года, он с полком литовских копейщиков пришёл в Москву на службу к великому князю Василию Васильевичу, который в то время боролся за московский престол с князем Василием Косым.
Князь Баба принял участие в битве на реке Черёхе, способствовал окончательной победе Василия Васильевича и вместе с Борисом Таболиным взял в плен князя Василия Косого. Дальнейшая судьба князя Бабы неизвестна. 

## Семья
Был женат на Евдокии, дочери мезецкого князя Андрея Всеволодовича Шутихи. Известные по именам дети:
- Фёдор (упомянут в 1446 году),
- Иван Бабич (умер после 1467 года),
- Константин Прихабский,
- Василий Бабич (упомянут в 1485 году),
- Семён (убит в 1455 году под Перевитском)[10].

Как видно из родословных, сыновья его — Федор, Константин, Василий и Семен — остались в России, были наделены поместьями и писались князьями Бабичами, а потомки их — Бабичевыми.— Баба-Друцкой, Иван Семенович // Русский биографический словарь : в 25 томах. — СПб., 1900. — Т. 2: Алексинский — Бестужев-Рюмин. — С. 383.

## Комментарии
1. ↑  То есть, ни при чём[9], без определённого занятия.